# Menhir de Parc-ar-Menhir
Le menhir de Parc-ar-menhir est situé à Trémargat dans le département français des Côtes-d'Armor.

## Protection
Il a été inscrit au titre des monuments historiques en 1967.

## Description
Le menhir a été érigé sur un plateau, il est légèrement incliné vers le nord. Il mesure 3,40 m de hauteur pour 1,90 m de largeur. Il est extrêmement plat avec une épaisseur comprise 0,20 m au minimum et 0,70 m au maximum. Il est en granite local.